# Jaromir Netzel
Jaromir Tadeusz Netzel (ur. 8 czerwca 1959, zm. w listopadzie 2024) – polski adwokat, prezes zarządu Powszechnego Zakładu Ubezpieczeń S.A. w latach 2006–2007.

## Życiorys
Absolwent Wydziału Prawa Uniwersytetu Gdańskiego. Od 1993 prowadził własną kancelarię adwokacką w Gdyni. W latach 1997–2001 był pracownikiem banku PKO BP, gdzie zajmował stanowisko doradcy i dyrektora zarządzającego pionem rynków. W latach 2005–2006 był przedstawicielem Skarbu Państwa w radzie nadzorczej Przedsiębiorstwa Połowów, Przetwórstwa i Handlu Dalmor w Gdyni. 8 czerwca 2006 został powołany przez ministra skarbu Wojciecha Jasińskiego (rząd Jarosława Kaczyńskiego) na stanowisko prezesa zarządu Powszechnego Zakładu Ubezpieczeń, uzyskując w grudniu tego samego roku akceptację Komisji Nadzoru Finansowego.
Nominacja wywołała sprzeciw partii opozycyjnych z uwagi na niejasne związki Netzla z przedsiębiorstwami Drob-kartel, któremu doradzał i Management Finance Company, podejrzewanymi o oszustwa i pranie brudnych pieniędzy, opisane w lipcu 2006 przez Bertolda Kittela w „Rzeczpospolitej”. Netzel zaprzeczył podejrzeniom wobec niego i zarzucił rzekome związki Kittela z bliżej nieokreślonymi służbami specjalnymi. Mimo to, rząd nie zmienił stanowiska w sprawie powołania Netzla.
30 sierpnia 2007 Jaromir Netzel został zatrzymany przez funkcjonariuszy ABW w związku z przeciekiem w sprawie „afery gruntowej”. Następnego dnia został odwołany ze stanowiska prezesa zarządu PZU. Jego następczynią została Agata Rowińska, mianowana na to stanowisko 4 września tego samego roku.
Zasiadał w radzie nadzorczej klubu Arka Gdynia.